# کمیته رابط بین‌المللی احیا

نشانواره کمیته بین‌المللی احیا

کمیته رابط بین‌المللی احیا (به انگلیسی: ILCOR) در سال ۱۹۹۲ تشکیل شد تا با یکدیگر فرصتی برای همکاری سازمان‌های عمده فعالیت کننده در زمینه عملیات احیا را در زمینه CPR (احیا قلبی ریوی) و ECC (مراقبت اورژانس قلب و عروق)فراهم کند. نام کمیته (ILCOR) در سال ۱۹۹۶ انتخاب شد و به صورت عمدی بر روی کلمات مربوط به درمان قلب بیمار -- «cor در بیمار» (cœur برای قلب در زبان فرانسه تأکید شده‌است).
ILCOR از انجمن قلب آمریکا (AHA)، شورای احیا اروپا (ERC)، بنیاد قلب و سکته کانادا(HSFC)، کمیته احیای استرالیا و نیوزیلند، شوراهای احیای آفریقای جنوبی (RCSA)، شوراهای احیای آسیا (RCA) و بنیاد قلب آمریکا (IAHF) تشکیل گردیده‌است.